# Ku’damm 59
Ku’damm 59 ist ein deutscher Fernsehfilm über den Aufbruch der Jugend am Ende der 1950er Jahre in West-Berlin. Der dreiteilige Film wurde erstmals am 18., 19. und 21. März 2018 im Zweiten Deutschen Fernsehen als Fortsetzung von Ku’damm 56 gesendet. Die ebenfalls dreiteilige Weiterführung wurde unter dem Titel Ku’damm 63 im März 2021 veröffentlicht.
Am 5. Mai 2024 feierte das Musical zu Ku’damm 59 im Berliner Theater des Westens Premiere. Die Musik stammt, wie beim Vorgängermusical von Peter Plate und Ulf Leo Sommer.

## Handlung
Ku’damm 59 führt die Geschichte von Caterina Schöllack und ihren Töchtern Monika, Helga und Eva weiter.

### Teil 1:Nicki und Freddy machen Musik
Es beginnt 1957 in Berlin: Monika erreicht hochschwanger die Tanzschule Schöllack. Sie hofft auf die Unterstützung ihrer Mutter Caterina Schöllack, die sie jedoch abweist. Noch vor der Haustür setzen die Wehen ein und Monika kommt ins Krankenhaus. Nachdem sie erst nach Tagen aus dem Delirium eines Kindbettfiebers wieder zu sich kommt, muss sie erfahren, dass ihre Mutter „alles geregelt“ hat. Ihre Tochter Dorli wurde bei Pflegeeltern untergebracht: bei ihrer Schwester Helga und deren Mann Wolfgang. Zwei Jahre später: Dorli ermöglicht es Helga und Wolfgang, dessen Homosexualität zu kaschieren und den Schein einer Familie aufrechtzuerhalten. Die leibliche Mutter Monika darf die Tochter zwar regelmäßig besuchen, aber Monikas Schwester verlangt von ihr, dass sie Dorli gegenüber als „Tante“ auftritt. Da sie Dorli nicht verlieren möchte, versucht Monika vor Gericht die Rückgabe des Sorgerechts zu beantragen. Weil Dorlis Vater Freddy allerdings verspätet und betrunken erscheint und einen schlechten Eindruck hinterlässt, wird ihr Antrag abgelehnt. Monika muss zusehen, wie Dorli sich mehr und mehr von ihr entfremdet. Monikas Mutter hingegen kommt dies gelegen, da sie Freddy und Monika als Duo „Nicki und Freddy“ erfolgreich vermarktet und ihre Tanzschule vom Erfolg der beiden profitiert. Caterina verliebt sich in den Regisseur Kurt Moser, der einen Heimatfilm mit Monika und Freddy dreht. Eva Fassbender, die jüngste Tochter von Caterina Schöllack, ist in ihrer Ehe mit Professor Jürgen Fassbender sehr unglücklich, da er überaus eifersüchtig ist und seine Macht ausübt, wo er nur kann. Der Fabrikantensohn und ehemalige Tanzschulkunde Joachim Franck ist mittlerweile aus dem Ausland zurückgekehrt. Er soll das Familienunternehmen übernehmen, da sein Vater dement ist. Die Sekretärin Ninette Rabe kümmert sich um seinen Vater und um ihn. Sie eröffnet kurz darauf Joachim, ein Kind von ihm zu erwarten. Ausgerechnet zu diesem Zeitpunkt macht Monika Joachim einen Heiratsantrag.

### Teil 2:Der Skandal
Joachim kann Monikas Antrag trotz ihrer beider starken Gefühle füreinander nicht annehmen, da er sich der schwangeren Ninette verpflichtet fühlt, auch wenn er sie nicht liebt. Monika stürzt sich in ihren Beruf als Sängerin und Schauspielerin. Als sie merkt, wie sehr sie sich selbst belügt, beendet sie ihre Filmkarriere, bevor diese richtig begonnen hat. Sie bekennt sich zu ihrem unehelichen Kind und outet ihren Filmpartner Freddy als jüdischen ehemaligen KZ-Insassen. Freddy fühlt sich für die Ermordung seines Bruders verantwortlich und konnte bislang seine traumatische Vergangenheit im Konzentrationslager verdrängen. In einem Prozess soll er gegen die Verantwortlichen aussagen, wodurch seine Gefühle wieder hervorkommen. Fassbenders Druck auf Eva wird immer sadistischer, woraufhin Eva aus ihrer Ehe flieht und eine eigene Wohnung mietet. In dieser Situation genießt sie die Faszination und die Macht, die sie auf Männer ausüben kann, indem sie ihren Körper dazu einsetzt. Helga hat inzwischen von Wolfgang erfahren, dass er sich in einen Mann verliebt hat. Sie zieht verzweifelt mit Dorli zurück in die Tanzschule zu ihrer Mutter Caterina. Diese ist völlig aufgelöst, nachdem sie in der Zeitung über eine Vaterschaftsklage einer anderen Frau gegen Kurt Moser erfahren hat.

### Teil 3:Im Urwald
Fassbender findet Evas Aufenthaltsort heraus und ist außer sich, als Eva sich weigert, mit ihm nach Hause zu gehen. Kurze Zeit später wird sie bewusstlos mit einer schweren Kopfverletzung in ihrer Wohnung aufgefunden und kommt ins Krankenhaus. Nachdem sie aus einem wochenlangen Koma erwacht ist, zieht Eva zunächst zu ihrer Mutter. Sie erinnert sich nur bruchstückhaft an den Tatabend: Sie weiß nur, dass sie mit Joachim Franck die Kneipe verlassen hatte. Joachim hatte an dem Abend erfahren, dass er nicht der Vater von Ninettes Kind sein kann, und daraufhin beschlossen, seine Ehe annullieren zu lassen, da Ninette zudem gemeinsam mit Vorstandsmitglied Junkers seine Pläne zur Neuausrichtung der Franck-Werke sabotiert hatte. In einer Kneipe traf Joachim zufällig auf Eva und ging mit zu ihr nach Hause. Er wird eines versuchten Totschlags an Eva verdächtigt und kommt ins Gefängnis. Monika bewirkt schließlich, dass Ninette Joachims Alibi bestätigt, sodass er wieder freikommt. Wolfgang hat in seinem Kollegen Hans Liebknecht, einem Rechtsanwalt aus Ost-Berlin, seine große Liebe gefunden und sucht einen Weg, weder ihn noch seine Ehe aufgeben zu müssen. Helga, die Wolfgang eben erst ein Kind geboren hat, will das nicht akzeptieren und weiterhin die Fassade der intakten Familie aufrechterhalten. Sie denunziert Hans beim Innenministerium der DDR. Eva kehrt zu Fassbender zurück und erpresst ihn mit einer Tonbandaufzeichnung der Tatnacht, die Jürgen als Täter entlarvt. Er soll ihr im Gegenzug ein unabhängiges und finanziell sorgenfreies Leben ermöglichen. Monika hat mittlerweile eine neue Leidenschaft gefunden: den Blues. Sie arbeitet mit Freddys Band an gemeinsamen Liedern für die Bühne. Nachdem Joachim, der sein Firmenerbe aufgegeben hat, und Ninette sich wieder getrennt haben, können er und Monika endlich heiraten.

## Produktionsorte
Der Dreiteiler wurde vom 26. Juni bis 29. September 2017 in Berlin und Umgebung gedreht. Für die Nachbildung des Straßenzugs der 1950er Jahre mit der fiktiven Tanzschule Galant und den angrenzenden Geschäften wurde ein Teil der Richard-Wagner-Straße in Berlin-Charlottenburg hergerichtet. Bis Anfang August 2017 wurde in den CCC-Studios in Berlin-Haselhorst gedreht. Anschließend fand der Außendreh bis zum 29. September 2017 statt. Am 30. Januar 2018 wurden die Ausstrahlungstermine verkündet. Die Premiere fand am 7. März 2018 im Cinema Paris in Berlin statt.

## Rezeption

### Kritiken
„Regisseur Sven Bohse (hat auch den gefühlsgewittrigen Kieler Tatort inszeniert) und Autorin Annette Hess (Schöpferin von Weissensee) haben schon die erste Ku’damm-Staffel erschaffen. Hier legen sie in Sachen Verdichtung und Überhöhung noch einige Schippen drauf. Manchmal ringen sie den seelisch Versehrten in ihrem bonbonbunten Fünfzigerjahre-Knast allerdings so viele Selbstermächtigungskämpfe ab, dass sie sich darin verzetteln.“

„Ku’damm 59 handelt davon, dass das Leben vielleicht ganz anders sein muss. Dass man sich als Tochter nach Ansicht des Mutterdrachens ins Unglück stürzen muss, um möglicherweise glücklich zu werden. Aber der Mehrteiler, das machte schon in der ersten Staffel seinen Reiz aus, ist als große Erzählung über die Emanzipation der jungen Generation in der deutschen Nachkriegszeit angelegt, als Prozess der Selbstfindung trotz übler Rollenerwartungen für Frauen, sadistischer Anstandsregeln und der ganzen Vergangenheit, über die keiner spricht. Das alles wird im zweiten Teil noch etwas ernsthafter und existenzieller.“

### Einschaltquoten
Der Film erreichte an allen drei Ausstrahlungstagen gute Quoten für das ZDF. Der zweite und dritte Teil waren das meistgesehene TV-Ereignis in der Hauptsendezeit. Der Marktanteil stieg von Folge zu Folge an und erreichte beim dritten Teil knapp 18 %.
| Datum         | Zuschauer (gesamt) | Marktanteil | Zuschauer (14- bis 49-Jährige) | Marktanteil (14- bis 49-Jährige) |
| ------------- | ------------------ | ----------- | ------------------------------ | -------------------------------- |
| 18. März 2018 | 5,36 Millionen     | 14,3 %      | –                              | 7,7 %                            |
| 19. März 2018 | 5,42 Millionen     | 16,2 %      | 0,88 Millionen                 | 8,1 %                            |
| 21. März 2018 | 5,60 Millionen     | 17,8 %      | 0,90 Millionen                 | 8,8 %                            |